# Demosistō
Demosistō, також «Демосісто» (кант. 香港眾志, трансліт. hoeng1gong2zung3zi3) — лівоцентристська демократична політична партія, заснована 10 квітня 2016 року у Гонконзі активістами організації Scholarism Джошуа Вонгом, Агнес Чоу, Оскаром Лаєм та Натаном Ло, екс-очільником Федерації студентів Гонконгу. Всі вони були лідерами 79-денної Революції парасольок 2014 року.
Партія пропагує ідею проведення референдуму про визначення майбутнього Гонконгу після 2047 року, коли припиниться дія принципу «Одна країна, дві системи», що був закріплений Об’єднаною китайсько-британською декларацією з питання передачі Гонконгу та Основним законом Гонконгу.
Натан Ло, 23-річний голова партії, став наймолодшим депутатом в історії Законодавчої ради Гонконгу, обраним під час виборів 2016 року. 

## Ідеологія партії
Діяльність партії спрямована на досягнення таких чотирьох цілей: соціальна ініціатива, відокремлене позиціонування, автономія, самовизначення. 

### Соціальна ініціатива
Метою партії є заохочення соціальної активності. Пропозиція партії полягає у встановленні системи петицій, яка дозволить проводити прямі політичні дискусії між громадськістю та партійними діячами по суспільній вертикалі «знизу-вгору» із можливістю для громадськості формувати ідеї соціальних змін.

### Відокремлене позиціонування
Партія прагне дослідити настрої громадян Гонконгу, враховуючи їхнє різноманіття, звільнити громадян від диктатури і впливу Комуністичної партії Китайської Народної Республіки, уникнувши емоційно-привабливої пастки популізму, яка може розділити суспільство на «нас» та «них» за національною ознакою. Іншою ціллю партії є справедлива оцінка місцевої історії та суспільний лікбез.

### Автономія
Партія виступає за цінності різноманіття та соціальний прогрес, за захист соціально вразливих верст населення, сексуальних меншин та молоді, за дієву політику з  боку уряду для надання соціального захисту тим, хто його потребує. Demōsisto заохочує мешканців Гонконгу до перемовин та знаходження суспільного компромісу щодо економічних, соціальних та політичних заходів після 2047 року.

### Самовизначення
Партія підкреслює право населення Гонконгу на самовизначення відповідно до Міжнародного пакту про громадські та політичні права. Вона має намір організації десятирічного проекту «Хартія Гонконгу» з метою створення нової автономної конституції та зміни соціально-політичного устрою міста. Згідно з партійними планами, Гонконг почне боротьбу за своє визволення з-під влади Пекіну та незалежність міста (так зване «Друге питання Гонконгу») не пізніше за 2030 рік.

## Зародження партії
Назва партії походить від грецького “demos” ("δημο", що означає «люди», звідки й пішло англійське «демократія») та з латинського слова “sisto” (що рівнозначно «стояти», звідки й виникли англійські слова, подібні до "insist", "persist" та "resist"). Буквально перекладається як «люди, що стоять» (повстанці за людей та за демократію). У китайському звучанні назва тлумачиться як «воля людей». 

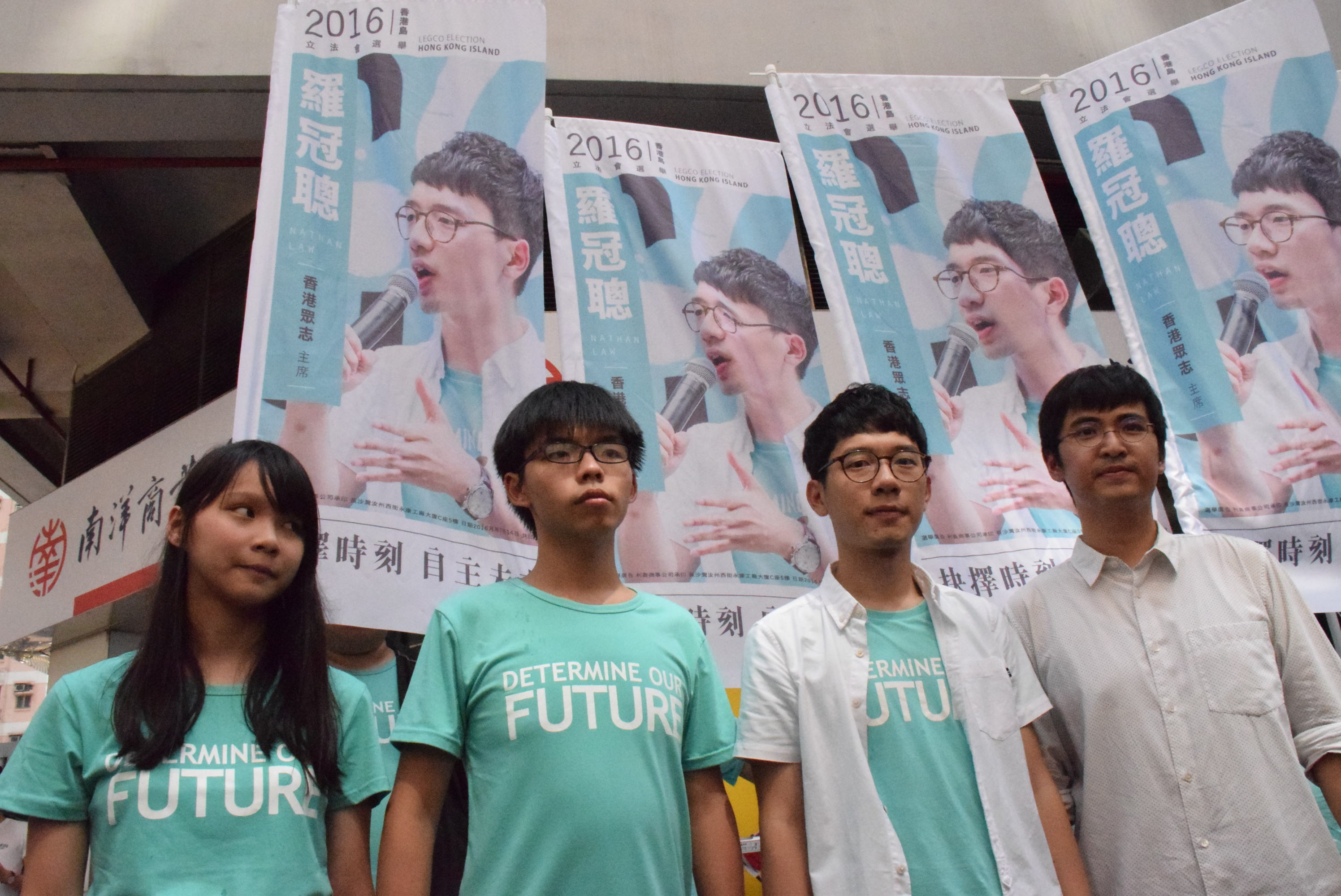
Балотування партії у 2016 році

Ідея сформувати партію була підхоплена від «Нової сили» (тайванської партії), яка в свою чергу була створена лідерами Революції соняшників у Тайвані, але не змогла вибороти місце в Законодавчому Юані під час Тайванських виборів 2016 року.  Scholarism officially ceased functioning on 20 March 2016 as the group disallowed any party affiliation.
У лютому 2016 року очільники руху Scholarism Джошуа Вонг, Агнес Чоу, Оскар Лай, що керували протестами під час Революції парасольок та екс-очильник Федерації студентів Гонконгу Натан Ло оголосили про створення нової політичної партії разом із іншими активістами та про прагнення потрапити до лав Законодавчої ради. Scholarism перестала офіційно існувати 20 березня 2016 року через те, що вона не давала можливості її членам мати інші партійні приналежності.
У 2016 році генеральним секретарем партії був Оскар Лай, проте у 2017 його змінив Джошуа Вонг. 
17 серпня 2017 року апеляційний суд Гонконгу ухвалив рішення про позбавлення волі Натана Ло та Джошуа Вонга, переглядаючи рішення суду першої інстанції про події Революції парасольок. 

## Результати виборів

### Законодавча рада
| Рік  | К-сть голосів | % голосів | Місце | Місць у Парламенті | Зміна | Уряд     |
| ---- | ------------- | --------- | ----- | ------------------ | ----- | -------- |
| 2016 | 50,818        | 2.34%     | №10   | 1/ 70              | +1    | Опозиція |

Під час підготовки до виборів у сімдесяти одномандатних виборчих округах партія ухвалила рішення про висування Натана Ло (округ «Острів Гонконг») та Оскара Лая (округ «Східний Коулун»). Проте пізніше Оскар Лай відмовився від ідеї балотуватися через відсутність фінансування, віддавши розраховані на нього кошти партії її лідеру, Натану Ло. В результаті Натан здобув перемогу з 50,818 голосів виборців, ставши наймолодшим депутатом в історії Законодавчої ради. Разом зі своїми партнерами, партія утворила депутатську групу у складі 27-ми депутатів. 
У липні 2017 року суд ухвалив рішення про дискваліфікацію Натана Ло з лав Законодавчої ради через невідповідність зачитаної ним депутатської присяги вимогам, визначеним законодавством КНР. 